# Zīrābīyeh
Zīrābīyeh (persiska: زير آبيِّه, زيرينِه, زيرابيِه, زیرابیّه, Zīr Ābīyeh) är en ort i Iran.   Den ligger i provinsen Hamadan, i den nordvästra delen av landet, 290 km sydväst om huvudstaden Teheran. Zīrābīyeh ligger 1 675 meter över havet och antalet invånare är 168.
Terrängen runt Zīrābīyeh är varierad. Runt Zīrābīyeh är det ganska tätbefolkat, med 104 invånare per kvadratkilometer. Närmaste större samhälle är Azandarīān, 12,4 km nordost om Zīrābīyeh. Trakten runt Zīrābīyeh består i huvudsak av gräsmarker.